# Vigoulant
Vigoulant är en kommun i departementet Indre i regionen Centre-Val de Loire i de centrala delarna av Frankrike. Kommunen ligger i kantonen Sainte-Sévère-sur-Indre som tillhör arrondissementet La Châtre. År 2022 hade Vigoulant 99 invånare.

## Befolkningsutveckling
Antalet invånare i kommunen Vigoulant
Referens:INSEE